# Raketoplan Challenger
Raketoplan Challenger (angleško Izzivalec) je bil drugi NASIN raketoplan, imel je uradno oznako OV-099.
Challenger je bil narejen iz okvirja STA-099, ki je bil prvotno sestavljen za preskusno plovilo. STA-099 najprej ni bil namenjen za vesoljske polete, vendar so pri Nasi ugotovili, da bo uporabiti to ogrodje ceneje, kot pa po prvotnih načrtih prirediti Enterprise.
Prvič je Challenger na odpravo poletel aprila 1983 in je potem izpeljal še osem odprav v nizki tirnici. 73 sekund po izstrelitvi na 10 odpravo, 28. januarja 1986, je raketoplan razneslo. Pri tem je umrlo vseh sedem članov posadke, med njimi tudi Christa McAuliffe, učiteljica iz mesta New Hampshire, ki je bila za polet izbrana v okviru projekta Učitelj v vesolju, ki naj bi mlade navdušil za naravoslovje. 
Po nesreči je NASA sprejela veliko višje varnostne standarde. Poleti so se nadaljevali leta 1988. Challengerja je v Nasinem izboru raketoplanov nasledil Endeavour. 